# Fayçal al Kacim
Pour les articles homonymes, voir Kacem.
Fayçal Al-Kacim est un journaliste et présentateur d'émissions de télévision, né le 3 juin 1961[réf. nécessaire] dans une famille druze du Gouvernorat de Soueïda en Syrie. Il est surtout connu pour être l'animateur vedette de l'émission Al ittijah al Mou'akis sur la chaîne qatarienne Al Jazeera.
Il a obtenu un baccalauréat en littérature anglaise de l'université de Damas en 1983, puis un doctorat dans la même branche, avec comme spécialité la comédie dramatique de l'Université de Hull à Kingston-upon-Hull en Angleterre en 1990. Il présentait en même temps des programmes culturels dans BBC arabe. Après un court passage à la MBC, il a été embauché le 15 septembre 1996 par la chaîne Al Jazeera où il présente le journal télévisé ainsi que la sulfureuse émission politique Al Ittijah Al Mou'akis  الاتجاه المعاكس depuis 1997. Il invite ainsi chaque mardi deux protagonistes de bords opposés pour discuter du thème de la semaine en relation avec l'actualité du monde arabe. Il est connu pour son style provocateur afin d'enflammer le débat. Cette émission a fait sa renommée dans le monde arabe ainsi que dans d'autres pays. Il écrit aussi une colonne hebdomadaire dans le magazine qatari As-Sharq.
Il est connu pour ses positions ambiguës envers le terrorisme et envers Daech et Alqaida. Il se distingue dans ses débats par sa façon de détourner les questions et d'accuser systématiquement l'Occident des maux des pays musulmans.
Il crée la polémique en septembre 2014, dans un contexte de tensions au Liban après les exécutions de soldats libanais par le Front al-Nosra et l'État islamique, en déclarant que « les réalisations de l'armée libanaise se résument à filmer des clips avec tel ou tel chanteur et ses perquisitions dans les camps de réfugiés syriens ».

## Publication
- La politique et la littérature  (Titre traduit non officiel).
- Apprend et tais-toi : Le dialogue perdu dans la culture arabe (Titre traduit non officiel).